# Chotusice
Chotusice är en ort i Tjeckien.   Den ligger i regionen Mellersta Böhmen, i den centrala delen av landet, 70 km öster om huvudstaden Prag. Chotusice ligger 221 meter över havet och antalet invånare är 677.
Terrängen runt Chotusice är platt.Runt Chotusice är det ganska tätbefolkat, med 62 invånare per kvadratkilometer. Närmaste större samhälle är Čáslav, 4,2 km söder om Chotusice. Trakten runt Chotusice består till största delen av jordbruksmark.